# KT테크 테이크 2
KT테크 테이크 2(Take 2)는 KT테크가 2011년 1월 27일에 출시한 보급형 스마트폰이다. 출시 시기와 테이크 2라는 이름 때문에 전작인 테이크보다 상위(고급형) 기종이라고 생각할 수 있으나 테이크의 하위 기종인 보급형 모델이다.